# Тайванська рада розвитку зовнішньої торгівлі
Тайванська рада розвитку зовнішньої торгівлі (Taiwan External Trade Development Council - TAITRA; трад.кит.: 中華民國 對外貿易 發展 協會, піньїнь: Zhōnghuá Mínguó Duìwài Màoyì Fāzhǎn Xiéhuì) — неприбуткова державна організація, створена в 1970 році з метою допомоги ведення зовнішньої торгівлі державним, галузевим асоціаціям та організаціям. Рада допомагає тайванським компаніям і виробникам вести бізнес на іноземних ринках. Кошти на діяльність організації надходять з Бюро зовнішньої торгівлі (Bureau of Foreign Trade — BOFT) Міністерства економіки Республіки Китай (Ministry of Economic Affairs of the Republic of China).
Головний офіс TAITRA знаходиться в Тайбеї, також функціюють 4 відділення на Тайвані та 52 відділення у світі (2015). Представництво у Києві, Taiwan Trade Center Kyiv, функціонує з 2005 року.

## Структура організації
Поміж іншим, організація складається з таких елементів:
- Інститут міжнародної торгівлі (International Trade Institute)
- Інформаційний центр з міжнародної торгівлі (International Trade Information Centre)
- Центр торгової мережі (Trade Net Center)
- Центр просування послуг (Service Industry Promotion Center)
- Міжнародний виставковий центр Тайбея (Taipei International Exhibition Center)
- Міжнародний виставковий центр Нанган (Nangang International Exhibition Center)
- Міжнародний конференц-центр Тайбей (Taipei International Convention Center)

А також двох споріднених організацій:
- Світовий торговий центр Тайбею (Taipei World Trade Center — TWTC)
- Торгові послуги Далекого Сходу (Far East Trade Services, Inc — FETS)

## Представництво в Києві

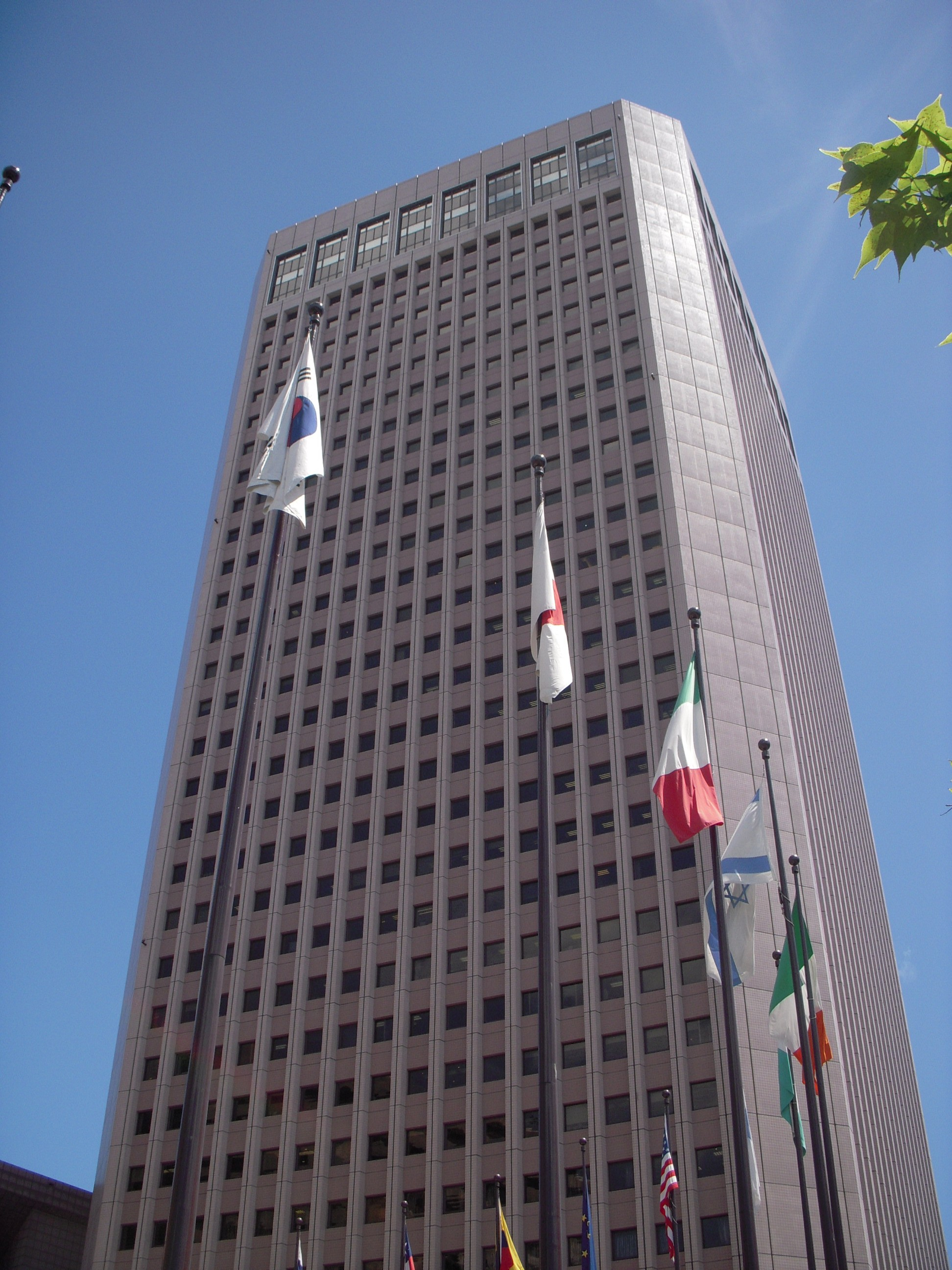
Штаб-квартира ТАЙТРА в Тайбеї

Протягом багатьох років (2005—2015) воно розташоване за адресою — Бізнес Центр Форум, вул. Пимоненка 13, корпус 7В, офіс 34, 3 поверх.
Мета торгового центру Тайваню в Києві — це безкоштовні консультації українських, білоруських та грузинських підприємців щодо широкого спектра послуг, пов'язаних з торгівлею, зокрема, по:
- Розвитку ділових відносин та економічне партнерство між Україною, (Білоруссю та Грузією) та Тайванем.
- Допомога в пошуку агентів і дистриб'юторів для компаній в Тайвані.
- Запрошення покупців на Тайвані та організації бізнес-зустрічей.
- Організація для українських (білоруських та грузинських) компаній, що займаються торгівлею онлайн-зустрічей з тайванськими виробниками та експортерами.
- Запрошення клієнтів і постачальників до участі або відвідування ярмарок в Тайвані.
- Пошук відповідних профілю тайванських постачальників продукції за торговими запитами.
- Організація ділових зустрічей з компаніями з тайванських торгових місій у Києві, Мінську та Тбілісі.